# جنگ ضدسطح
جنگ ضدسطح (به انگلیسی: Anti-surface warfare) اصطلاحی در جنگ دریایی است که به نابود کردن تجهیزات سطحی (سطح دریا) مربوط می‌شود. این به‌طور کلی شامل هر سلاح، حسگر یا عملیاتی است که برای حمله به یا محدود کردن کارایی کشتی‌های سطحی دشمن انجام می‌شود. قبل از کاربرد زیردریایی و هوانوردی دریایی، تمام جنگ‌های دریایی شامل جنگ ضدسطح بود. مفهوم متمایز قابلیت جنگ ضد سطح پس از جنگ جهانی دوم پدیدار شد.

## گونه‌های جنگ ضدسطح
جنگ‌های سطحی را می‌توان بر اساس «محلی که سلاح‌ها از آن شلیک می‌کنند»، به چهار دسته تقسیم کرد:
- هوا: جنگ ضد سطحی که توسط هواگرد انجام می‌شود. از نظر تاریخی، این کار اساساً از طریق حمله بمب‌افکن‌های شیرجه‌ای، یا اژدرهای هوایی (و در برخی موارد، حملات انتحاری) انجام می‌شد.
- سطح (دریا): جنگ ضد سطحی که توسط کشتی جنگی انجام می‌شود. این کشتی‌ها می‌توانند از اژدر، توپ دریایی، موشک ضدکشتی یا مین دریایی استفاده کنند. استفاده از پهپادها هم یک روش در حال گسترش است.
- زیرسطحی (زیردریایی): جنگ ضد سطحی که توسط زیردریایی انجام می‌شود. از نظر تاریخی، اینها با استفاده از اژدر و تفنگ‌های عرشه انجام می‌شد. اخیراً موشک کروز پرتاب زیردریایی (SLCM) به یک سلاح ضدکشتی ترجیح داده می‌شود که برد بسیار بیشتری را ارائه می‌دهد.
- ساحل (زمین): از نظر تاریخی، این به بمباران از ساحل توسط توپخانه‌های ساحلی اشاره دارد. موشک‌های ساحلی بالستیک. علاوه بر این، ماهواره‌های کنترل شده از زمین ممکن است داده‌هایی را دربارهٔ حرکت ناوگان دشمن ارائه دهند.

## تاریخچه

### پس از جنگ سرد
در دوران پس از جنگ سرد، پهپادها و تهدیدات نامتقارن مانند قایق انتحاری، پیچیدگی‌های بیشتری را به روش‌های جنگ ضدسطح اضافه کرده‌اند.